# پوسلاوا
پوسلاوا (به لاتین: Pussellawa) یک منطقهٔ مسکونی در سری‌لانکا است که در ناحیه کندی واقع شده‌است. پوسلاوا ۸۵۵ متر بالاتر از سطح دریا واقع شده‌است.